# Ruizterania belemnensis
Ruizterania belemnensis là một loài thực vật có hoa trong họ Vochysiaceae. Loài này được (Stafleu) Marc.-Berti miêu tả khoa học đầu tiên năm 1969.